# Øyvind Leonhardsen
Øyvind Leonhardsen (Kristiansund, 17 augustus 1970) is een voormalig betaald voetballer uit Noorwegen die speelde als middenvelder. Hij werd later jeugdtrainer. Leonhardsen speelde jarenlang in Engeland, bij onder meer Wimbledon en Liverpool. Hij beëindigde zijn loopbaan in 2007 bij Strømsgodset IF.

## Interlandcarrière
Onder leiding van bondscoach Egil "Drillo" Olsen maakte Leonhardsen zijn debuut voor het Noors voetbalelftal op 31 oktober 1990 in het oefenduel tegen Kameroen (6-1) in het Bislett Stadion in Oslo, net als verdediger Roger Nilsen van Viking FK. Leonhardsen speelde in totaal 86 interlands en scoorde negentien keer voor zijn vaderland. Hij nam met zijn vaderland deel aan het WK voetbal 1994 en WK voetbal 1998.

## Erelijst
Rosenborg BK
- Tippeligaen

1992, 1993, 1994
- Beker van Noorwegen

1992
 Strømsgodset IF
- 1. divisjon

2006